# Al-Chatīb al-Baghdādī

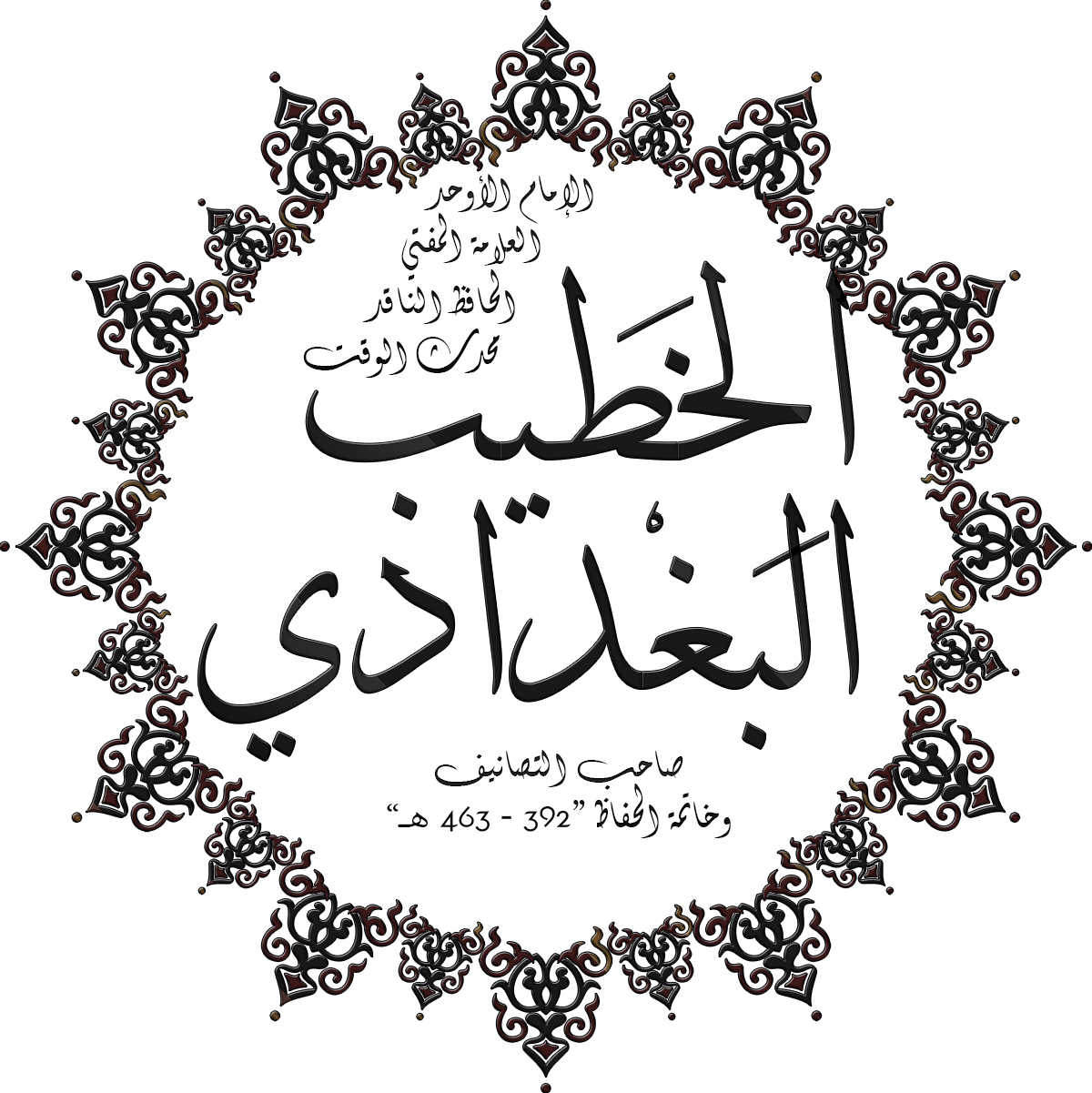
Al-Chatib al-Baghdadi: Name auf Arabisch und Lebensdaten nach dem islamischen Kalender

Abū Bakr Ahmad ibn ʿAlī asch-Schāfiʿī (arabisch أبو بكر أحمد بن علي بن ثابت الشافعي, DMG Abū Bakr Aḥmad ibn ʿAlī aš-Šāfiʿī), bekannt als al-Chatīb al-Baghdādī (arabisch الخطيب البغدادي, DMG al-Ḫaṭīb al-Baġdādī ‚Der Prediger aus Bagdad‘); geb. 10. Mai 1002 in Hanikiya bei Bagdad; gest. 5. September 1071 in Bagdad, war ein sunnitischer Gelehrter und Historiker aus der Schule der Schāfiʿiten. Ibn Hadschar al-Asqalani zählt ihn zu den  bedeutendsten Hadithwissenschaftlern.

## Leben und Wirken
Abū Bakr wurde 1002 in einem Dorf südlich von Bagdad als Sohn eines islamischen Predigers geboren. Bei seinem Vater und anderen Scheichs erlernte er zuerst den Koran, dann Hadithe und Rechtswissenschaft, die Hadithwissenschaft stand jedoch sein ganzes Leben im Mittelpunkt seines Interesses.
Als er mit 20 Jahren seinen Vater verlor, zog er nach Basra, um seine Hadithkenntnisse zu vertiefen, und hielt sich bei dieser Gelegenheit wohl auch in Kufa auf. Drei Jahre später, im Jahre 1024, brach er zu einer zweiten Reise auf und gelangte bis nach Nischapur. Auf der Durchreise sammelte er weiteres Hadithmaterial in Rayy und Isfahan, wo er von seinem Lehrer aus Bagdad ein Empfehlungsschreiben für Abū Nuʿaim erhalten hatte, und gelangte auch nach Hamadan und Dinawar. Nach seinem eigenen Zeugnis kehrte er 1028 nach Bagdad zurück. In den folgenden Jahren wurde er zu einem berühmten Prediger und gefragten Experten auf dem Gebiet des Hadith. Er hatte zunächst der Rechtsschule der Hanbaliten angehört, wandte sich dann aber den Schafiiten zu und zog sich damit den Hass der Anhänger von Ahmad ibn Hanbal zu. Mit Unterstützung von Kalif al-Qa'im und seines Wesirs konnte er eine Reihe von Vorträgen in der Al-Mansur-Moschee in Bagdad halten, wobei er keine Gelegenheit zu hämischen Bemerkungen über die Hanbaliten ausließ.
Auf seiner Pilgerreise 1053–1054 über Syrien hielt er sich einige Monate in Mekka auf. Nach der erfolgreichen Rebellion von al-Basasiri gegen den Wesir der Abbasiden floh al-Chatib 1059 nach Damaskus. Während acht Jahren hielt er dort zahlreiche Vorlesungen, hauptsächlich in der Umayyaden-Moschee, und besuchte daneben auch andere syrische Städte wie Sur. Über Tripolis und Aleppo kehrte er nach Bagdad zurück, das inzwischen unter die Herrschaft der Seldschuken gelangt war, und starb dort am 5. September 1071. Unter großer Anteilnahme der Bevölkerung wurde er neben dem Grab des Sufi Bischr al-Hafi (um 761–841) beigesetzt.
Sein Hauptwerk ist Taʾrīḫ Baġdād. Dies ist ein biographisches Nachschlagewerk auf Hadith-Grundlage zu über 8000 Theologen, Dichtern, Juristen und Literaten zur „Geschichte Bagdads, der Stadt des Friedens“, samt umfangreicher topographischer Einleitung. Daneben werden ihm in einigen Überlieferungen über 80 Werke zugeschrieben, wobei seine Autorschaft teilweise umstritten ist.

## Werke (Auswahl)
- Taʾrīḫ Baġdād madīnat as-salām: „Geschichte Bagdads, der Stadt des Friedens“
- al-Kifāya fī maʿrifat uṣūl ʿilm ar-riwāya: frühes Werk über Hadithwissenschaften, das Ibn Hadschar al-Asqalani als einflussreiche Quelle lobte.
- Kitāb taqyīd al-ʿilm: Über die Verschriftlichung des Wissens[2]
- al-Muʾtanif fītakmilat al-Muʾtalif wa-l-muḫtalif: Korrekte Schreibweise und Aussprache von Namen
- al-Asmāʾ al-mubhama fī l-anbāʾ al-muḥkama: Nicht namentlich erwähnte Personen in Hadithen
- ar-Riḥla fī ṭalab al-ḥadīṯ: Rihla (Reisebericht) über Suche nach überlieferten Aussprüchen und Handlungen des Propheten Mohammed